# ناثان باشا
ناثان باشا (بالإنجليزية: Nathan Pasha)‏ هو لاعب كرة مضرب أمريكي، ولد في 15 يوليو 1992 في أتلانتا في الولايات المتحدة.

## وصلات خارجية
- ناثان باشا على موقع رابطة محترفي التنس (الإنجليزية)
- ناثان باشا على موقع الاتحاد الدولي لكرة المضرب (الإنجليزية)
- ناثان باشا على موقع خلاصة التنس.كوم (الإنجليزية)
- ناثان باشا على موقع إي إس بي إن.كوم (الإنجليزية)